# Fumiko Hayashi
Fumiko Hayashi (林 芙美子 Hayashi Fumiko?,  Shimonoseki, 31 de diciembre de 1903 – Tokio, 28 de junio de 1951) fue una escritora y novelista japonesa. Fue una de las autoras más populares en Japón en la década de 1950. Escribió poesía, cuentos infantiles, cuentos, novelas, ensayos. Sus obras también destacan por la temática feminista.

## Vida
A la edad de siete años, su madre se escapó con un gerente de la tienda de su esposo de hecho y tiempo después los tres trabajaron en Kyushu como comerciantes itinerantes. Después de graduarse en el Instituto en 1922, Hayashi se trasladó a Tokio con su amante y durante varios años vivió con varios hombres hasta que finalmente contrajo matrimonio con el pintor Rokubin Tezuka (手塚 緑敏?) en 1926. Fue entonces cuando empezó su verdadera carrera como escritora, relacionándose con otros escritores de la época y escribiendo textos para revistas o periódicos. Por estos años colaboró habitualmente con el Asahi Shimbun. En 1930 recibió una invitación del gobernador japonés de Taiwán para visitar la isla junto a otras escritoras japonesas.
En 1933 Hayashi fue detenida por la policía secreta por haber estado suscrita al periódico oficial del entonces ilegal Partido Comunista, el Akahata. No obstante, a los nueve días fue puesta en libertad sin cargos. A pesar de ser lo habitual en aquella época, no hay constancia de que hiciera delaciones de otros escritores. Lo cierto es que Hayashi nunca participó o mostró interés por la política y posteriormente colaboraría entusiásticamente con la propaganda militar oficial en época de guerra.
Después del comienzo de la guerra sino-japonesa en 1937, Hayashi aceptó viajes pagados por el gobierno militar japonés a la China ocupada, desde donde informó positivamente sobre la administración nipona. Hayashi en aquella época trabajaba como corresponsal de guerra para el diario Tokyo Nichi Nichi Shimbun. En 1938 fue la primera mujer japonesa que entró en Nankín —la entonces capital china— tras la conquista japonesa de la ciudad. Sin embargo, en sus crónicas Hayashi no hizo ninguna mención de la masacre perpetrada contra la población civil, a pesar de que para entonces se había convertido en un escándalo internacional. Durante los siguientes meses y años realizó otros viajes por China, Corea y Manchukuo junto al Ejército Imperial Japonés y otros escritores japoneses, en misiones propagandísticas. En 1942-1943, tras el comienzo de la Guerra del Pacífico, formó parte de un grupo de escritores que viajó al Sudeste asiático —principalmente en Singapur, Java, Sumatra y Borneo—, donde permanecieron durante medio año. La realización de estos viajes le valió numerosas críticas y acusaciones de "colaboracionismo".
A su regreso a Japón en 1944, adoptó un niño y poco después se mudó de Tokio hacia el extrarradio para escapar de los bombardeos. Tras el final de la contienda regresó nuevamente a Tokio, donde comenzó una nueva etapa en su carrera como escritora. En los últimos cuatro años anteriores a su fallecimiento tuvo una gran actividad literaria: durante ese tiempo publicó 11 novelas por entregas, 22 volúmenes de otras novelas y más de 30 historias cortas, algunas de las cuales sobresalen de entre sus obras más exitosas. Fue en la época de posguerra cuando Hayashi alcanzó la cumbre de su carrera literaria y su obra ganó una mayor relevancia y prestigio.
Hayashi falleció prematuramente en Tokio el 28 de junio de 1951.

## Obra

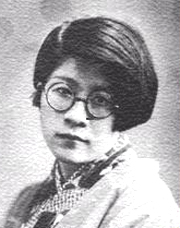
Fumiko Hayashi, fecha desconocida.

Muchos de sus trabajos giran en torno a la temática de la mujer de espíritu libre y las relaciones tormentosas. Uno de sus trabajos mejor conocidos es a la vez una de sus primeras obras: Hōrōki (放浪記?), traducible como la "Canción del Vagabundo" o el "Diario de una Vagabunda" y que incluso sería adaptado al anime Wandering Days. Después de ser publicado, Hōrōki alcanzó un gran éxito entre el público, incluso fuera de Japón. Las obras de Hayashi también son conocidas por su temática claramente feminista, tal y como han señalado algunos autores. Al igual que la escritora Sawako Ariyoshi, Hayashi ilustra en sus textos las grandes ideologías socialistas del feminismo japonés que pretenden lograr amplios objetivos en lugar de celebrar los logros individuales de una serie de mujeres poderosas.
Tras la Segunda Guerra Mundial, a pesar de la mala situación que atravesaba Japón y de las dificultades diarias, fue precisamente en esta época de posguerra cuando su obra se revitalizó de una manera más evidente, y aún más importante, fue cuando alcanzó un mayor reconocimiento entre el público. Una de sus últimas publicaciones, "Crisantemos tardíos" (晩菊 Bangiku?), fue galardonada con el premio femenino de literatura.

## Principales publicaciones
Entre las principales obras de Hayashi se incluyen:
- Diario de una Vagabunda (放浪記 Horoki?), novela autobiográfica (1930).[7]
- Un registro de la Pobreza Honorable (清貧の書 Seihin no sho?), novela autobiográfica (1933).
- Relámpago (稲妻 Inazuma?), novela (1936).[7]
- Crisantemos tardíos (晩菊 Bangiku?), historia corta (1948).[7]
- Nubes flotantes (浮雲 Ukigumo?), novela (1951).
- Comida (めし Meshi?), novela (1951).[7]

## Galería

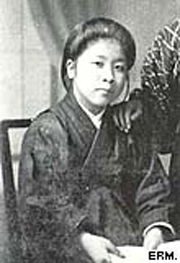
1918
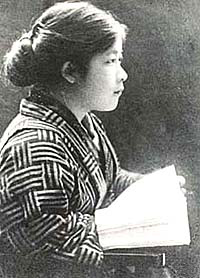
1921
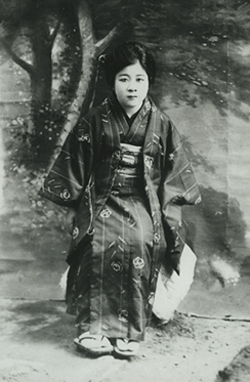
1926
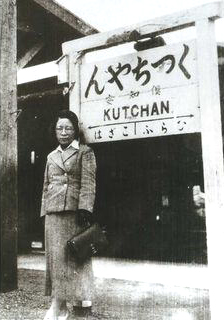
1929
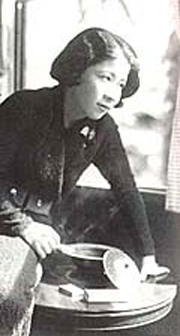
1934
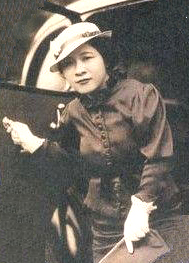
1940